# Красная Заря (Саратовская область)
Красная Заря — остановочная платформа в Балашовском районе Саратовской области в составе сельского поселения Репинское муниципальное образование.

## География
Находится на расстоянии примерно 10 километров по прямой на север от районного центра города Балашов.

## История
Основана в 1968 году.  

## Население
Постоянное население составляло 27 человек (82% русские) в 2002 году, 20 в 2010 году.